# Дихлорамин-Т
Дихлорамин-Т (N,N-дихлор-4-толуолсульфамид, п-толуолдихлорсульфамид) — органическое соединение, дихлорамид п-толуолсульфокислоты. Кристаллическое вещество жёлтовато-белого цвета, нерастворимое в воде.

## Получение
Основным лабораторным способом получения является хлорирование щелочного раствора п-толуолсульфамида с помощью хлора. К раствору щёлочи, приготовленного растворением 18 г гидроксида натрия в 180 мл воды, добавляют 8,7 г п-толуолсульфамида, при этом постоянно перемешивая. Раствор фильтруют, после чего через фильтрат пропускают газообразный хлор, делая это до тех пор, пока проба фильтрата не будет выделять осадок дихлорамина-Т. Температура на данном этапе составляет 15—20 °C. Выделившийся продукт отфильтровывают, промывают холодной водой, чтобы избавиться от ионов хлора, и сушат при температуре, не превышающей 40 °C. При соблюдении данной методики выход достигает 95%. При этом протекает следующая реакция:
{\displaystyle {\ce {CH3-C6H4-SO2NH2 + 2NaOH + 2Cl2 -> CH3-C6H4-SO2NCl2 + 2NaCl + 2H2O}}}
Промышленным способом получения является хлорирование водного раствора п-толуолсульфамида кальция. Процесс включает 4 стадии:
1. Приготовление раствора п-толуолсульфамида кальция.
2. Хлорирование раствора с помощью газообразного хлора при температуре 15—20 °C.
3. Фильтрование дихлорамина-Т.
4. Сушка продукта на эмалированных противнях при температуре, не превышающей 40 °C.

В среднем при данном способе на 1 т дихлорамина-Т уходит 710 кг п-толуолсульфамида, 300 кг гидроксида кальция и 600 кг хлора. При этом основными примесями в продукте являются п- и о-толуолсульфамиды.
Существует ещё несколько способов получения дихлорамина-Т:
- Хлорирование водного раствора монохлорамина-Т с помощью хлора:

{\displaystyle {\ce {CH3-C6H4-SO2NNaCl + Cl2 -> CH3-C6H4-SO2NCl2 + NaCl}}}
- Хлорирование водной суспензии п-толуолсульфамида с помощью хлора[1]:

{\displaystyle {\ce {CH3-C6H4-SO2NNaCl + 2Cl2 + H2O -> CH3-C6H4-SO2NCl2 + 2HCl + H2O}}}

## Физические свойства
Дихлорамин-Т представляет собой кристаллическое вещество белого цвета. В воде и уксусной кислоте малорастворим, хорошо растворяется в органических растворителях, к примеру растворимость в хлороформе при 20 °C составляет 40%. Температура плавления равна 83 °C, выше неё разлагается с самовоспламенением.

## Химические свойства
- Является хлорирующим агентом. К примеру, при нагревании с водным раствором гидроксида натрия переходит в монохлорамин-Т:

{\displaystyle {\ce {CH3-C6H4-SO2NCl2 + NaOH -> CH3-C6H4-SO2NNaCl + HClO}}}
- Легко гидролизуется водой, образуя п-толуолсульфамид. Процесс протекает быстрее при нагревании:

{\displaystyle {\ce {CH3-C6H4-SO2NCl2 + H2O <=> CH3-C6H4-SO2NHCl + HClO}}}
{\displaystyle {\ce {CH3-C6H4-SO2NHCl + H2O <=> CH3-C6H4-SO2NH2 + HClO}}}
- Соляной кислотой при нагревании разлагается с выделением хлора[1]:

{\displaystyle {\ce {CH3-C6H4-SO2NCl2 + HCl + H2O -> CH3-C6H4-SO2NH2 + HClO + Cl2 ^}}}

## Применение
Используется в качестве дегазирующего агента в виде, например, 1,5%-ного раствора в бензине.
Является исходным веществом для получения парактивина — отбеливающего средства, применяемого в текстильной промышленности и получаемого при смешении 55 частей дихлорамина-Т и 45 частей сульфата алюминия в виде кристаллов.
Применяется в виде растворов в органических растворителях.
Применяется в качестве антисептического и дезинфекционного средства в виде 1—2%-ного раствора в хлорированном парафине для обработки слизистых оболочек и 5%-ного раствора для перевязок ран. По сравнению с неорганическими гипохлоритами, которые применяются для подобных целей, более удобен для применения и вызывает меньшее раздражение.
В лабораторной практике используется для галогенирования и галогеналкоксилирования.
Применяется в качестве хемосорбента, к примеру, им пропитывают защитную одежду.

## Безопасность
Раздражает кожу и дыхательные пути.
Легко разлагается при нагревании выше температуры плавления. Данный процесс сопровождается самовоспламенением. Если нагревать быстро, происходит вспышка. В связи с этим известны случаи взрывов в промышленной аппаратуре, применяемой для производства дихлораминов, вызванные термическим разложением осадка и воспламенением при контакте с кислородом, содержащимся в воздухе.